# Ernesto Buonaiuti
Ernesto Buonaiuti (April 24, 1881 – April 20, 1946) foi um  historiador Italiano , filósofo da religião, padre católico e anti-fascista.
Perdeu a cátedra na Universidade de Roma devido a sua oposição ao Fascismo. Como professor de História do Cristianismo e Filosofia da Religião, o Padre Buonaiuti foi um dos mais conhecidos expoentes do Modernismo Católico, heresia a qual já havia sido condenada pelo papa Pio X em 1907 nos termos de "a síntese de todas as heresias".

## Vida
Buonaiuti  nasceu em Roma. Foi ordenado padre em 19 de dezembro de 1903 e começou seus estudos trabalhando com o historiador Salvatore Minocchi.
Utilizou o  método positivista para escrever seu livros "História do Cristianismo Primitivo"  e o "Cristianismo Primitivo e a Política Imperial Romana" (Il cristianesimo primitivo e la Politica imperiale romana).
Aos 24 anos funda as Revista "Rivista storico-critica delle scienze teologiche"  e "Ricerche Religiose" com o objetivo de propagar seu pensamento. Essas revistas foram proibidas pela Igreja e passaram a constar no Index Librorum Prohibitorum
Em 25 de janeiro de  1925 ele foi excomungado.  Em sua autobiografia "Il pellegrino di Roma" escrito em 1945, continuou a se considerar um leal filho da igreja, mesmo apesar de sua excomunhão.
De 1925 a 1931 foi professor na Universidade de Roma até perder sua cátedra devido a sua recusa de jurar fidelidade ao Fascismo.
Em 1945, com a vitória das forças aliadas na Segunda Guerra, foi reconduzido a Universidade de Roma como professor.
Faleceu em Roma a 20 de abril de 1946.

## Obras
Escreveu muitos livros e artigos.
Sua obra-prima é "Historia do Cristianismo" ("Storia del Cristianesimo") em 3 volumes pubicados entre 1942 -1943.
Também merecem destaque  sua autobiografia "Il pellegrino di Roma" e " Lutero e a Reforma " ("Lutero e la riforma in Germania").

## Buonaiuti e o Papa João XXIII
Buonaiuti foi contemporâneo e amigo do Papa João XXIII. No filme "O Papa Bom" - cinebiografia de João XXIII, lançado em 2003, o personagem 'Nicola Catania' retrata Ernesto Buonaiuti.